# Piekło (Drożejowice)
Piekło – część wsi Drożejowice w Polsce, położona w województwie świętokrzyskim, w powiecie kazimierskim, w gminie Skalbmierz.
W latach 1975–1998 Piekło administracyjnie należało do województwa kieleckiego.